# Gir nationalpark
Gir nationalpark (The Gir Forest National Park and Wildlife Sanctuary) er et fredet skovområde og nationalpark i den indiske delstat Gujarat. Parken ligger 65 km sydøst for Junagadh og 60 km sydvest for Amreli. Parken blev oprettet i 1965 og har et samlet areal på 1.412 kvadratkilometer. Dog er det kun en mindre del af dette areal, 258 kvadratkilometer, som er helt fredet og som udgør den egentlige nationalpark. Nationalparken og det omgivende fredede område er det eneste hjemsted for den asiatiske løve (Panthera leo persica).